# Ostrów (Gdańsk)
Ostrów (niem. Holm, kaszb. Chółm) – wyspa leżąca w granicach miasta Gdańska, w dzielnicy Młyniska, ulokowana między Martwą Wisłą (na zachodzie), a Kanałem Kaszubskim (na wschodzie). Została przyłączona do Gdańska 15 listopada 1902.

## Nazwa
28 marca 1949 ustalono urzędową polską nazwę miejscowości – Ostrów, określając drugi przypadek jako Ostrowa, a przymiotnik – ostrowski.

## Historia
Teren ten zajmowały podmokłe łąki. W XVII wieku znajdowały się na nim fortyfikacje miejskie, a w połowie XIX wieku Ostrów był majątkiem ziemskim.
Ostrów łączyły z lądem stałym przeprawy promowe (m.in. ze stacją kolejową Gdańsk Kanał Kaszubski w Przeróbce) nawet wówczas, gdy już rozwinięty był na niej przemysł. Most pontonowy powstał dopiero na początku lat czterdziestych XX wieku.
Obecnie wyspa jest niezamieszkana, jest miejscem działalności przemysłowej. Na jej terenie zlokalizowane są: Gdańska Stocznia „Remontowa”, Stocznia Gdańska i inne, mniejsze firmy z branży stoczniowej oraz przedsiębiorstwo Gdańskie Młyny i Spichlerze.
Wyspa połączona jest z lądem stałym dwoma mostami na Martwej Wiśle. Jeden znajduje się na południu, drugi na zachodzie wyspy.

## Galeria

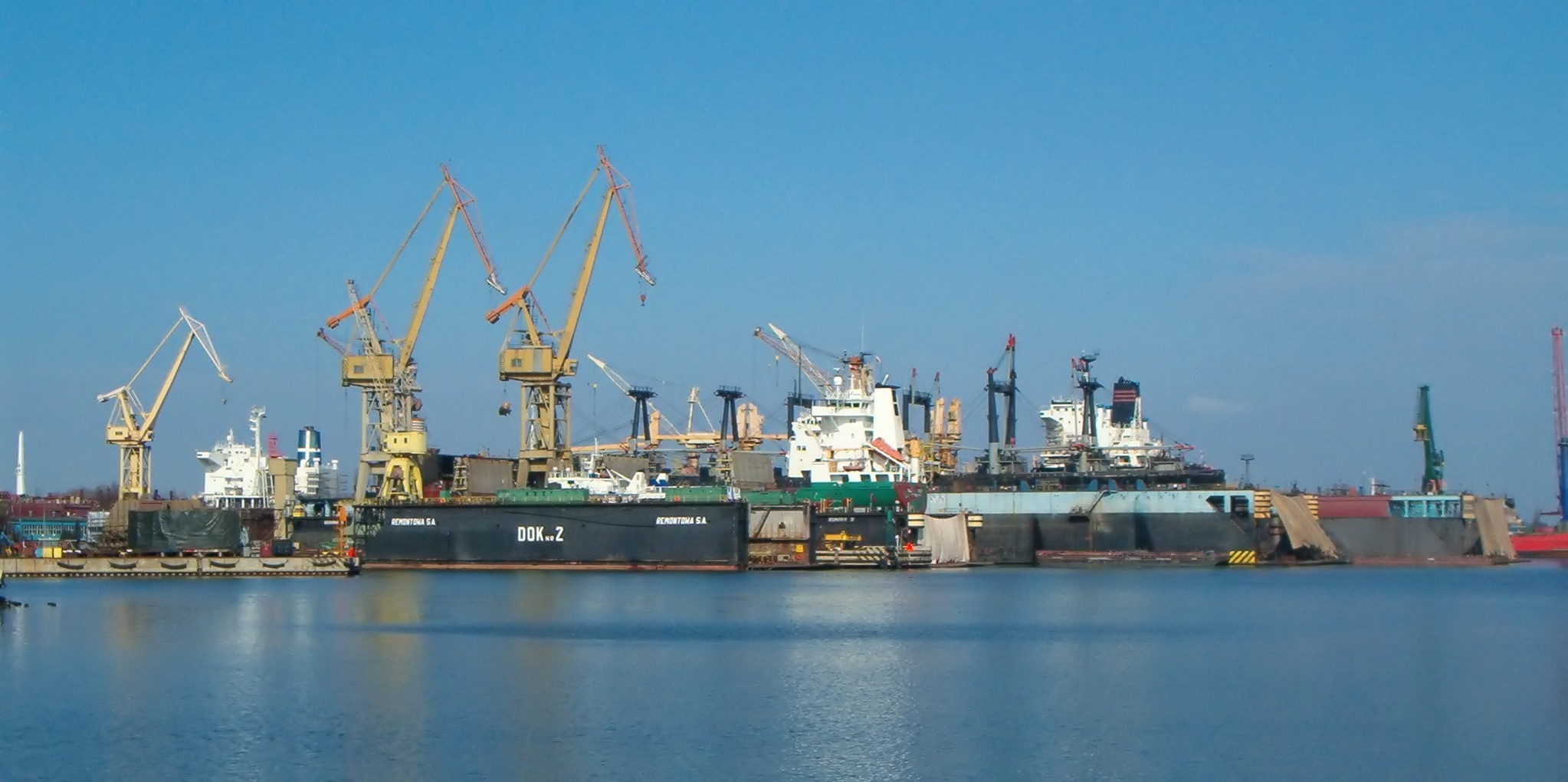
Stocznia Remontowa
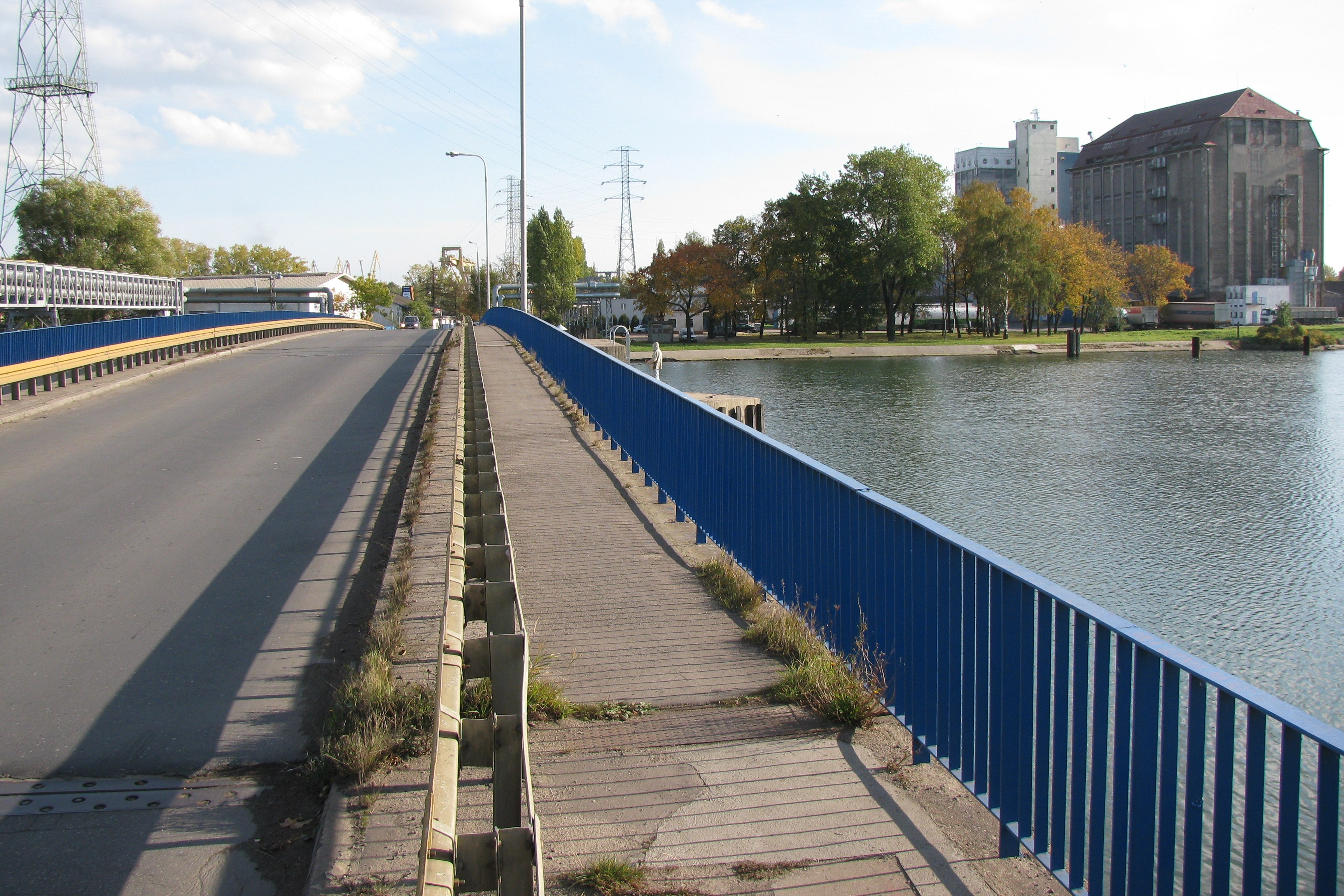
Most zachodni na Martwej Wiśle, w tle Ostrów
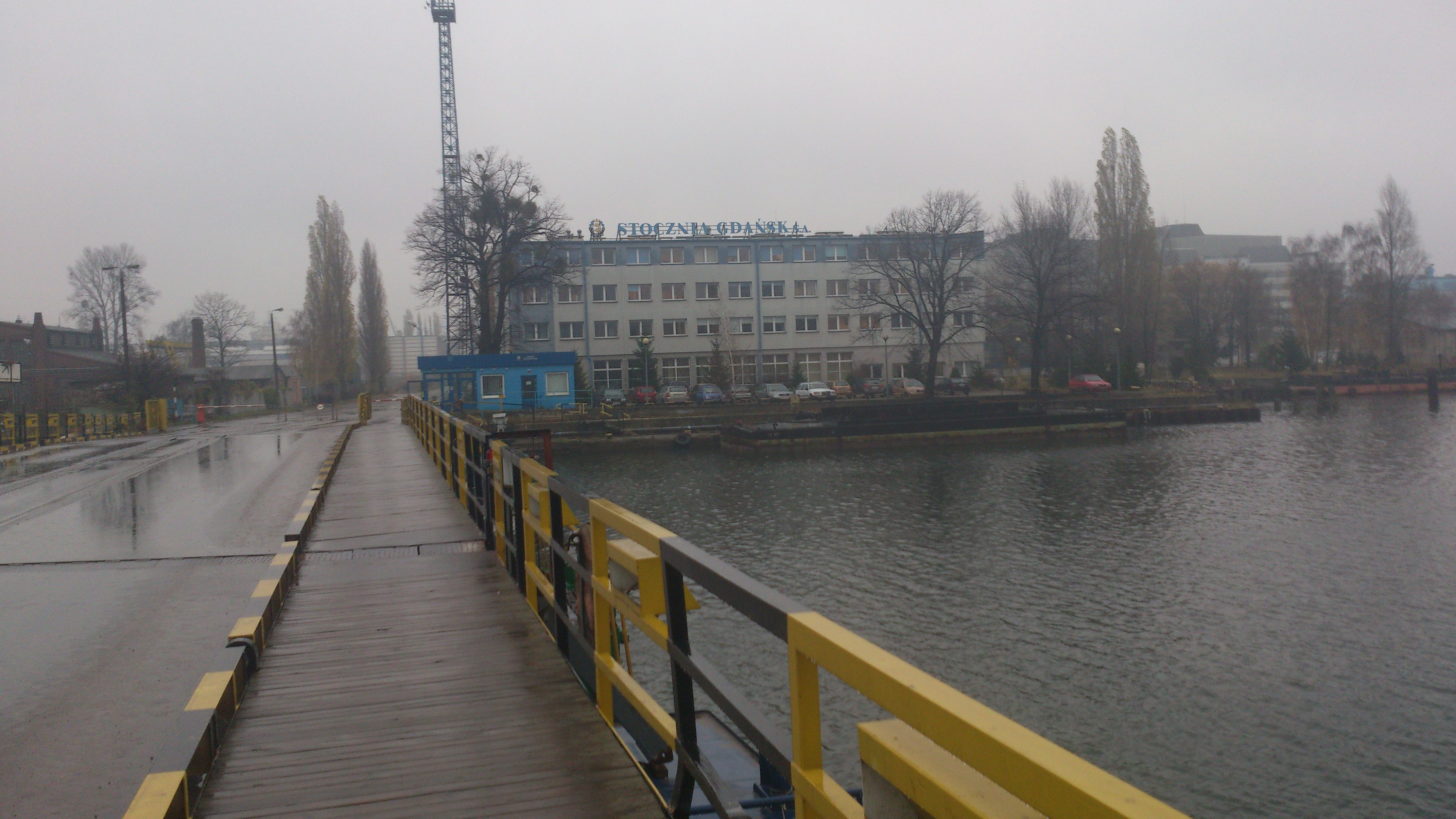
Most z Młodego Miasta na Ostrów (na południu wyspy)